# Denhamia
Denhamia é um género botânico pertencente à família Celastraceae.